# Stor-Grundsundtjärnen
Stor-Grundsundtjärnen är en sjö i Sundsvalls kommun i Medelpad och ingår i Indalsälvens huvudavrinningsområde. Sjön är 14,8 meter djup, har en yta på 0,125 kvadratkilometer och befinner sig 268,3 meter över havet.

## Delavrinningsområde
Stor-Grundsundtjärnen ingår i det delavrinningsområde (696653-155477) som SMHI kallar för Utloppet av Stor-Grundsundtjärnen. Medelhöjden är 290 meter över havet och ytan är 0,95 kvadratkilometer. Det finns inga avrinningsområden uppströms utan avrinningsområdet är högsta punkten. Vattendraget som avvattnar avrinningsområdet har biflödesordning 3, vilket innebär att vattnet flödar genom totalt 3 vattendrag innan det når havet efter 80 kilometer. Avrinningsområdet består mestadels av skog (64 procent). Avrinningsområdet har 0,12 kvadratkilometer vattenytor vilket ger det en sjöprocent på 13,1 procent.